# Ditlev Vibe (generalkrigskommissær)
 Der er flere personer med dette navn, se Ditlev Vibe.
Ditlev Vibe (født 8. januar 1751, død 9. september 1834 i Trondhjem) var en norsk generalkrigskommissær, søn af major ved 1. akershusiske regiment Johan Christian Vibe (død 1764) og Anne Cathrine, født Pihl (død 1773).
Vibe ansattes 1765 som korporal ved nordenfjeldske gevorbne infanteriregiment og blev kort efter antagen som elev af den matematiske dkole i Kristiania, men måtte 1767 afbryde sit kursus her og følge regimentet til København, hvor det lå et år. I 1769 blev Vibe på ny elev af den nu reorganiserede kongelige militære matematiske skole i Kristiania. Året før kurset her var afsluttet, 1772, blev han som den bedste af 5 udvalgte elever ansat som
stykjunker ved Artillerikorpset i København, udnævntes samme år til sekondløjtnant i artilleriet, var 1773-77 kommanderet til Rensborg, hvor han deltog i kortlægningsarbejderne for det slesvig-holstenske kanalanlæg.
Vibe blev 1778 premierløjtnant i artilleriet med station i Kjøbenhavn, hvor han og artilleriløjtnant Rieck efter general Huths opfordring hørte forelæsninger over astronomi; da de havde underkastet sig eksamen heri, blev de 1779 beordrede til Norge, hvor det samme år var bestemt, at den siden 1773 igangsatte "militære Opmaaling" fremtidig skulde "støttes til astronomisk bestemte Punkter". Det blev således Vibe, som i fællesskab med Rieck førte denne for Norges opmåling grundlæggende bestemmelse ud i livet, og Vibe blev den væsentligste bærer af dette arbejde til og med året 1788. Der var da bestemt en triangelrække fra Kongsvinger langs grænsen til Værdalen i Nordre Trondhjems Amt.
I tilknytning hertil kom en række over Trondhjem syd over langs kysten, som ved den tid var ført frem til Stadt. Den sidste triangulering dannede grundlaget for de kort, der senere blev udgivne af "Søkortarkivet" over den norske kyst.
Om vintrene, da beregningerne blev udførte, havde Vibe skiftende standkvarterer for at kunne foretage astronomiske observationer til bestemmelse af disse steders geografiske længde og bredde. I 1788 blev han krigskommissær i Trondhjem, 1803 – da sømilitærdistrikterne oprettedes – sø- og landkrigskommissær med majors rang, 1811 fik han karakter af generalkrigskommissær.